# HMS Kempenfelt (I18)
HMS Kempenfelt (I18) là một tàu khu trục lớp C được Hải quân Hoàng gia Anh Quốc chế tạo vào đầu những năm 1930. Là một soái hạm khu trục, nó đã phục vụ cho Hạm đội Nhà trước Chiến tranh Thế giới thứ hai, từng được bố trí đến vùng biển Tây Ban Nha do cuộc Nội chiến tại đây để thực thi việc cấm vận vũ khí cho cả hai phe xung đột do Pháp và Anh chủ trương. Kempenfelt được chuyển cho Hải quân Hoàng gia Canada vào năm 1939 và đổi tên thành HMCS Assiniboine. Trong Thế Chiến II, nó hoạt động hộ tống các đoàn tàu vận tải trong Trận Đại Tây Dương, đánh chìm một tàu ngầm Đức, tuần tra chống tàu ngầm trong cuộc đổ bộ Normandy, và sau chiến tranh được dùng làm tàu chở binh lính để hồi hương binh lính Canada từ Châu Âu trước khi ngừng hoạt động vào giữa năm 1945. Assiniboine bị bán để tháo dỡ cùng năm đó, nhưng bị mắc cạn lúc đang được kéo đi tháo dỡ, và chỉ hoàn tất việc tháo dỡ tại chỗ vào năm 1952.

## Thiết kế và chế tạo
Kempenfelt có trọng lượng choán nước tiêu chuẩn 1.390 tấn Anh (1.410 t), và lên đến 1.901 tấn Anh (1.932 t) khi đầy tải. Nó có chiều dài chung 329 foot (100,3 m), mạn thuyền rộng 33 foot (10,1 m) và mớn nước 12 foot 6 inch (3,8 m). Con tàu được cung cấp động lực bởi hai turbine hơi nước hộp số Parsons, dẫn động hai trục chân vịt, tạo ra công suất 36.000 mã lực càng (27.000 kW) cho phép đạt tốc độ tối đa 36 hải lý trên giờ (67 km/h; 41 mph). Hơi nước cho turbine được cung cấp bởi ba nồi hơi ống nước Yarrow hoạt động ở áp suất 310 psi (2.137 kPa). Kempenfelt mang theo tối đa 473 tấn Anh (481 t) dầu đốt cho phép nó có tầm xa hoạt động 5.500 hải lý (10.200 km; 6.300 mi) ở tốc độ đường trường 15 hải lý trên giờ (28 km/h; 17 mph). Thành phần thủy thủ đoàn bao gồm 175 sĩ quan và thủy thủ.
Chiếc tàu khu trục được trang bị bốn khẩu pháo QF 4,7 in (120 mm) Mk IX trên các tháp pháo đơn, được đặt tên 'A', 'B', 'X' và 'Y' tuần tự từ trước ra sau. Cho mục đích phòng không, Kempenfelt có một khẩu QF 3 inch 20 cwt giữa hai ống khói và hai khẩu QF 2-pounder 40 milimét (1,6 in) Mk II phía sau sàn trước. Pháo 3-inch được tháo dỡ vào năm 1936, và các khẩu 2-pounder được tái bố trí trên các bệ giữa hai ống khói. Nó còn được trang bị hai bệ ống phóng ngư lôi bốn nòng trên mặt nước dùng cho ngư lôi 21 in (530 mm). Ba cầu trượt được dùng để thả mìn sâu, mỗi chiếc chứa được hai quả mìn. Sau khi Thế Chiến II nổ ra, số mìn sâu mang theo được tăng lên 33 quả, được thả bởi một hoặc hai đường ray và hai máy phóng.

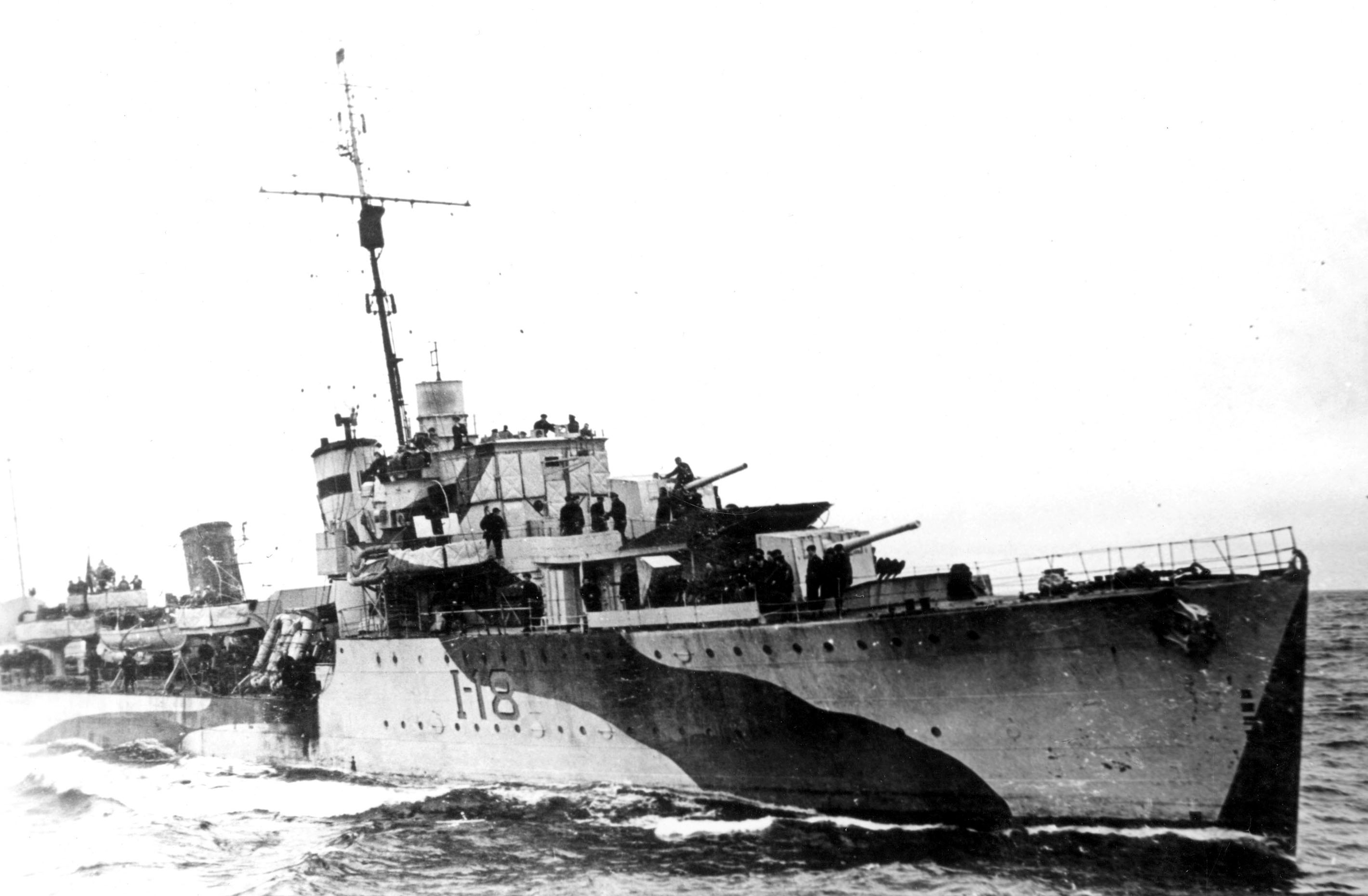
HMCS Assiniboine vào lúc cuối chiến tranh, với radar Kiểu 271 trên cầu tàu, cối chống tàu ngầm Hedgehog bên phải tháp pháo 'A' và pháo phòng không Oerlikon 20 mm bên cánh cầu tàu.

Các cải biến cho Assiniboine trong chiến tranh thoạt tiên bao gồm việc thay thế dàn ống phóng ngư lôi phía sau bằng một khẩu pháo phòng không 12-pounder, và các khẩu 2-pounder được thay bằng súng máy Vickers.50 phòng không Mk I bốn nòng. Sau đó, tháp pháo 'Y' được tháo dỡ lấy chỗ để chứa thêm mìn sâu lên ít nhất 60 quả. Tháp pháo 'X' sau đó cũng được tháo dỡ, khẩu 12-pounder được chuyển đến vị trí này để tăng thêm chỗ mang mìn sâu. Cải biến tiếp theo là việc trang bị một dàn cối Hedgehog chống tàu ngầm, được tách ra làm đôi gắn hai bên tháp pháo 'A'; thay thế hai dàn súng máy.50 calibre Vickers giữa hai ống khói bởi hai khẩu Oerlikon 20 mm phòng không và bổ sung hai khẩu Oerlikon khác trên bệ đèn pha. Bộ điều khiển hỏa lực và máy đo tầm xa đặt trên nóc cầu tàu được thay thế bằng radar dò tìm mục tiêu Kiểu 271. Một bộ radar bước sóng mét Kiểu 286 dò tìm mặt đất tầm ngắn cũng được bổ sung cùng thiết bị định vị vô tuyến Huff-Duff đặt trên một cột ăn-ten ngắn.
Kempenfelt được đặt hàng vào ngày 15 tháng 7 năm 1930 tại xưởng tàu của hãng J. Samuel White ở Cowes trong Kế hoạch Chế tạo 1929. Nó được đặt lườn vào ngày 18 tháng 10 năm 1930, hạ thủy vào ngày 30 tháng 9 năm 1931 như là chiếc tàu chiến thứ hai của Hải quân Anh mang cái tên này, và hoàn tất vào ngày 30 tháng 5 năm 1932. Được chế tạo như một soái hạm khu trục, nó có trọng lượng choán nước nặng hơn 15 tấn dài so với những chiếc còn lại và mang thêm 30 nhân sự, vốn hình thành nên ban tham mưu của Tư lệnh Chi hạm đội khu trục.

## Lịch sử hoạt động

### Trước chiến tranh
Kempenfelt được phân về Chi hạm đội Khu trục 2 trực thuộc Hạm đội Nhà sau khi nhập biên chế. Vào lúc này con tàu đã thử nghiệm trong một thời gian ngắn pháo 5,1 inch (130 mm) trên tháp pháo ‘B’; nhưng được thay thế bằng pháo 4,7 inch (120 mm) tiêu chuẩn. Nó đặt căn cứ tại Rosyth trong hầu hết năm 1932, viếng thăm Địa Trung Hải từ tháng 1 đến tháng 3 năm 1933 trước khi quay trở về nhà, và được tái trang bị tại Devonport, hoàn tất vào tháng 1 năm 1934. Không lâu sau đó, Kempenfelt tham gia chuyến đi của Hạm đội Nhà đến Tây Ấn kết thúc vào tháng 3. Con tàu viếng thăm nhiều cảng tại khu vực Scandinavia trong thời gian còn lại của năm; tham gia cuộc Duyệt binh Hạm đội tại Spithead vào ngày 16 tháng 7 năm 1935 nhân kỷ niệm Lễ Bạc Đăng quang của Vua George V. Sau khi Ý xâm chiếm Abyssinia vào năm 1935, Kempenfelt cùng các tàu khác của Chi hạm đội 2 được gửi đến Hồng Hải vào tháng 8 để theo dõi sự cơ động của tàu chiến Ý cho đến tháng 4 năm 1936. Nó trải qua một đợt tái trang bị ngắn tại Devonport kéo dài cho đến tháng 6 sau khi quay trở về Anh. Trong giai đoạn đầu của cuộc Nội chiến Tây Ban Nha vào cuối năm 1936, con tàu đã giúp di tản kiều dân Anh khỏi nhiều cảng Tây Ban Nha.
Vào tháng 12, Kempenfelt bắt đầu một đợt tái trang bị rộng rãi tại Devonport kéo dài cho đến ngày 10 tháng 4 năm 1937, rồi quay trở lại vùng biển Tây Ban Nha làm nhiệm vụ phong tỏa tàu bè chở vũ khí cho các phe xung đột và bảo vệ tàu bè mang cờ Anh. Vào ngày 6 tháng 3, nó cùng với tàu khu trục Boreas đã cứu vớt những người sống sót từ chiếc tàu tuần dương hạng nặng Baleares của phe Quốc gia bị các tàu khu trục phe Cộng hòa đánh chìm trong Trận mũi Palos. Nó được sửa chữa tại Xưởng tàu Chatham trong tháng 5–tháng 6 năm 1938, và thực hiện một số chuyến viếng thăm các cảng Bắc Âu trong tháng tiếp theo. Kempenfelt được chuyển sang Chi hạm đội Portsmouth, và tiếp tục ở lại đây cho đến khi chiến tranh nổ ra vào tháng 9 năm 1939.

### Trong và sau chiến tranh
Con tàu được chuyển sang Chi hạm đội Khu trục 18 đặt căn cứ tại đảo Portland, nơi nó hộ tống tàu bè và tuần tra chống tàu ngầm. Kempenfelt đã được chính phủ Canada mua trước chiến tranh, nhưng thỏa thuận cho Anh giữ lại cho đến khi Hải quân Hoàng gia có thể bù đắp chỗ trống để lại khi có đủ các tàu phụ trợ hộ tống chống tàu ngầm. Vào lúc phía Anh sẵn sàng chuyển giao cho Hải quân Hoàng gia Canada, con tàu đang được sửa chữa sau một vụ va chạm, và việc bàn giao bị trì hoãn cho đến ngày 19 tháng 10. Nó được đổi tên thành HMCS Assiniboine, và đi đến Halifax, Nova Scotia vào ngày 17 tháng 11. Con tàu chưa được trang bị hệ thống sưởi ấm bằng hơi nước vốn cần thiết để nó hoạt động tại vùng biển Canada lạnh giá, nên nó được chuyển đến vùng biển Caribe thay phiên cho tàu khu trục Saguenay. Assiniboine đi đến Kingston, Jamaica vào ngày 8 tháng 12.
Được phân về Trạm Bắc mỹ và Tây Ấn, con tàu đánh dấu việc phục vụ tại vùng Caribe bằng việc chặn bắt chiếc tàu vượt phong tỏa Đức MV Hannover tại eo biển Mona giữa các đảo Hispaniola và Puerto Rico trong đêm 8-9 tháng 3 năm 1940. Thoạt tiên bị chiếc tàu tuần dương hạng nhẹ Dunedin ngăn chặn, thủy thủ của Hannover đã vô hiệu hóa bánh lái và bắt đầu đốt tàu. Assiniboine đã kéo con tàu đang cháy để khỏi lọt vào vùng biển của Cộng hòa Dominica trung lập trong khi chiếc tàu tuần dương phun nước chữa cháy. Hai con tàu tráo đổi nhiệm vụ vào lúc sáng, và chiếc tàu khu trục đưa một số thủy thủ lên Hannover giúp đội của Dunedin dập lửa trong khi chiếc tàu tuần dương kéo chiếc tàu chở hàng đến Kingston. Assiniboine đi đến Halifax vào ngày 31 tháng 3 để tái trang bị.
Sau khi hoàn tất việc sửa chữa, con tàu đã hộ tống các đoàn tàu vận tải tại chỗ và chung quanh Halifax cho đến ngày 15 tháng 1 năm 1941, khi được chuyển đến Greenock và biên chế vào Đội hộ tống 10 thuộc Lực lượng Hộ tống Giữa đại dương đặt căn cứ tại đây. Assiniboine đã cứu vớt những người sống sót trên chiếc SS Anchises vào ngày 28 tháng 2, nhưng bị hư hại do va chạm với chiếc MV Lairdswood vào ngày 5 tháng 4; việc sửa chữa chỉ hoàn tất vào ngày 22 tháng 5, và nó được chuyển sang St. John's, Newfoundland vào tháng 6 để tăng cường cho lực lượng hộ tống tại phía Tây Đại Tây Dương. Vào đầu tháng 8, Assiniboine, tàu chị em HMCS Restigouche (H00) và chiếc tàu khu trục HMS Ripley nguyên của Hoa Kỳ đã hộ tống thiết giáp hạm Prince of Wales đi đến vịnh Placentia nơi Thủ tướng Winston Churchill lần đầu tiên gặp gỡ Tổng thống Franklin Roosevelt.

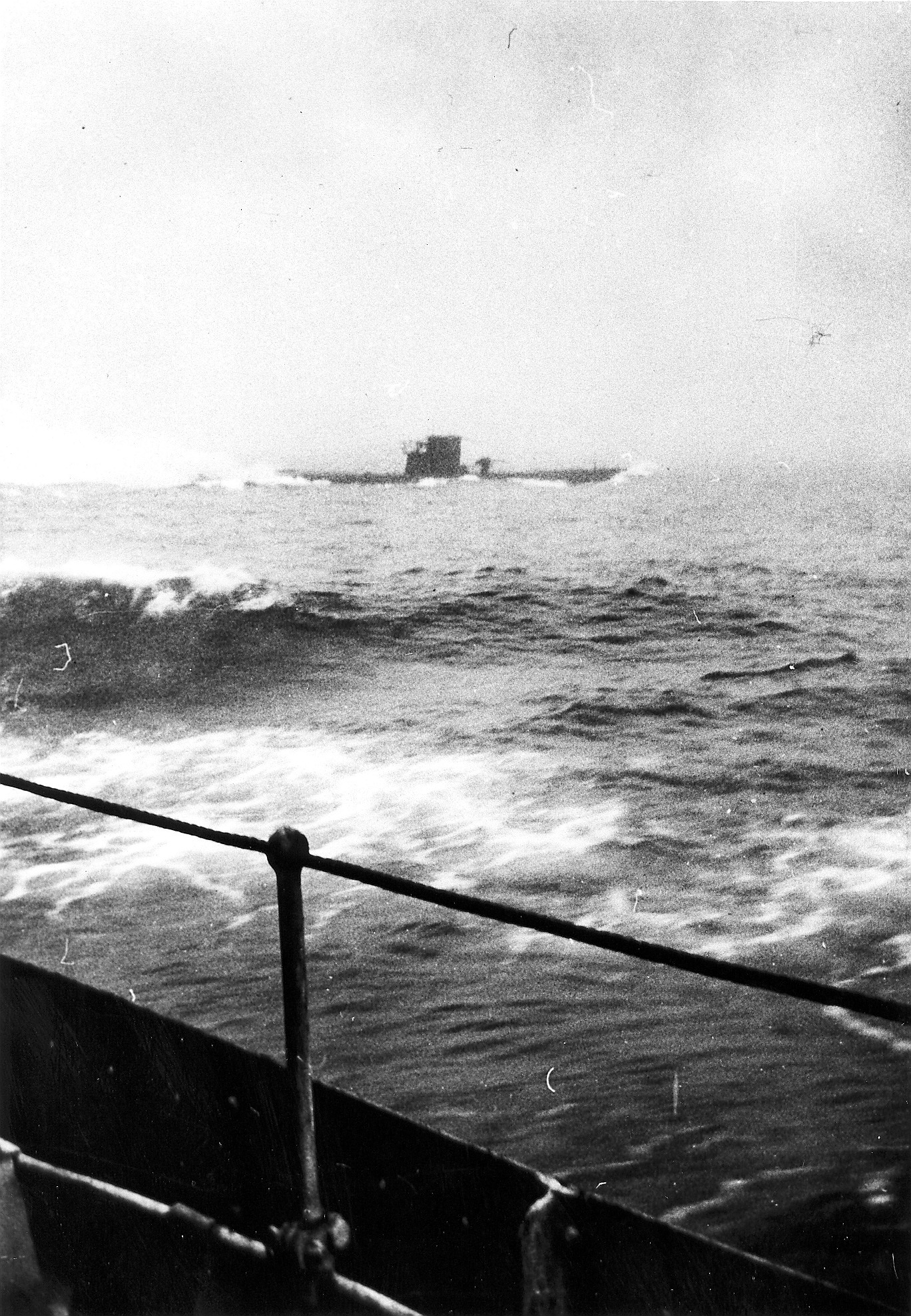
U-210, ảnh chụp từ sàn tàu Assiniboine, 6 tháng 8 năm 1942

Đang khi hộ tống Đoàn tàu vận tải SC 94 vào đầu tháng 8 năm 1942 trong thành phần Đội hộ tống C1, radar Kiểu 286 trên Assiniboine đã phát hiện tàu ngầm Đức Quốc xã U-210 vào ngày 6 tháng 8 trong sương mù dày đặc. Chiếc tàu khu trục tiếp cận đối phương, hai lần trông thấy thoáng qua chiếc tàu ngầm trước khi lẫn khuất vào sương mù. Đối thủ lại xuất hiện cắt ngang mũi chiếc tàu khu trục ở khoảng cách 50 thước Anh (46 m), và cả hai con tàu đồng thời nổ súng. Khoảng cách này quá gần khiến các khẩu pháo 4,7 inch của Assiniboine không thể tham chiến, nhưng các súng máy.50-calibre đã nhắm vào sàn tàu và tháp chỉ huy, khiến phía Đức không thể vận hành khẩu pháo 88 milimét (3,5 in), cho dù khẩu pháo flak 20 milimét (0,79 in) phòng không đã khai hỏa. Hỏa lực này bắn thủng thành chiếc tàu khu trục, khiến một số thùng nhiên liệu bốc cháy và loại bỏ tháp pháo 'A' khỏi chiến đấu. Chiếc tàu khu trục không thể húc vào U-210 cho đến khi khẩu pháo 4,7 inch phía đuôi bắn trúng tháp chỉ huy, giết chết toàn bộ thành viên trên cầu tàu, và súng máy.50-calibre đã khiến khẩu pháo flak im tiếng. Điều này đã khiến cho Trung úy Sorber, sĩ quan cao cấp nhất sống sót trên U-210, ra lệnh cho chiếc tàu ngầm lặn xuống, nhưng điều này có nghĩa là nó phải giữ một hướng đi thẳng khi làm việc đó. Assiniboine tận dụng ưu thế này, húc trúng U-210 phía sau tháp chỉ huy khi nó đang lặn, làm hỏng động cơ điện, hư hại chân vịt và khiến nước tràn vào chiếc tàu ngầm. Sober ra lệnh cho nổ các thùng dằn và bỏ tàu. Chiếc tàu khu trục lại húc trúng lần nữa khi U-210 nổi lên mặt nước, thả một loạt mìn sâu được cài để nổ ở tầm nước nông, và bắn trúng thêm một phát đạn pháo 4,7 inch trước khi chiếc tàu ngầm cuối cùng bị chìm. Một số người sống sót được Assiniboine và chiếc tàu corvette Anh Dianthus cứu vớt, trước khi chiếc tàu khu trục buộc phải quay về để sửa chữa do bị ngập nước bên dưới mực nước. Nó mất gần hai tháng sửa chữa tại Halifax, rồi được phân về Đội hộ tống C3 sau khi hoàn tất vào ngày 20 tháng 12.
Trên đường đi đến Londonderry, Assiniboine thả một loạt mìn sâu theo sơ đồ nông sau khi phát hiện tàu ngầm, và bị hư hại nặng đuôi tàu vào ngày 2 tháng 3 năm 1943. Con tàu được sửa chữa tại Liverpool từ ngày 7 tháng 3 đến ngày 13 tháng 7, rồi được phân về Đội hộ tống C1. Nó tiếp tục công việc hộ tống cho đến tháng 4 năm 1944 khi nó bắt đầu được đại tu tại Shelburne, Nova Scotia. Sau khi hoàn tất vào tháng 7, Assiniboine được phân về Bộ chỉ huy Tiếp cận phía Tây. Trong tháng tiếp theo, Đội hỗ trợ 12, bao gồm Assiniboine, đối đầu với ba tàu quét mìn Đức vào ngày 12 tháng 8 mà không đánh chìm được chiếc nào. Nó tiếp tục ở lại vùng biển Anh cho đến hết chiến tranh, bị hư hại do va chạm với chiếc SS Empire Bond vào ngày 14 tháng 2 năm 1945, và phải sửa chữa cho đến đầu tháng 3.
Assiniboine quay trở về Canada vào tháng 6, và được sử dụng một thời gian ngắn như tàu chở quân, cho đến khi một phòng nồi hơi của nó cháy vào ngày 4 tháng 7, đặt dấu chấm hết cho quãng đời hoạt động. Nó ngừng hoạt động vào ngày 8 tháng 8, và đưa vào danh sách loại bỏ. Trên đường được kéo đến xưởng tháo dỡ ở Baltimore, nó bị mắc cạn gần East Point, đảo Prince Edward. Nỗ lực kéo Assiniboine đi bị thất bại, và nó bị bỏ xó trong tình trạng rỉ sét cho đến khi được tháo dỡ tại chỗ vào năm 1952.